# Granulacija (zlatarstvo)
Granulacija je tehnika izdelave nakita kjer se kot sredstvo izražanja uporablja fina kovinska zrnca - granule. Je tipičen zlatarski postopek okraševanja predvsem zlatih predmetov kot so prstani, uhani in fibule. Izdeluje se tudi v srebru. Velja, da se je tehnika prvič pojavila pri Sumercih, pred okoli 4500 leti. Kasneje so tehniko uporabljali tudi Grki in Etruščani, ki so bili vrhunski mojstri te tehnike. Nasproti tezi da je bila tehnika pozabljena in sta jo ponovno našla brata Castellani okoli leta 1861, je bila ta tehnika že od starega veka znana tudi v Indiji, Nepalu, Tibetu, Mongoliji, na Kitajskem in Perziji, kjer jo uporabljajo še danes.[1]

## Tehnika
Tehnika ni bila osnovana na trdem spajkanju temveč na uporabi bakrenih soli in rastlinskih ali živalskih veziv. S segrevanjem bi organska snov zoglenela in bi zlitina bakra in osnovne kovine nekoliko nižjega tališča nastala samo na točkah dotika kovinskih zrnc in podlage.
Trdo spajkanje rutinsko uporabljajo draguljarji na delovni mizi in je starodavna tehnika, vendar je z majhnimi kovinskimi zrnci zelo težavna. Potreba po večkratnem ponavljanju postopka naredi tehniko nepraktično in drago ter zapleteno, z možnostjo razstavljanja granul, ki so že pritrjene. Izboljšanje te metode je vložitev spajkanja v prašek in mešanje s fluksom.